# Kurtuluş, Ardeşen
Kurtuluş là một xã thuộc huyện Ardeşen, tỉnh Rize, Thổ Nhĩ Kỳ. Dân số thời điểm năm 2010 là 65 người.